# Трелев
Трелев (ісп. Trelew) — місто у провінції Чубут на сході Аргентини. Знаходиться у департаменті Росон.

## Клімат
Місто знаходиться у зоні, котра характеризується кліматом тропічних степів. Найтепліший місяць — січень із середньою температурою 21.7 °C (71.1 °F). Найхолодніший місяць — липень, із середньою температурою 5.9 °С (42.6 °F).
| Клімат Трелева          | Клімат Трелева | Клімат Трелева | Клімат Трелева | Клімат Трелева | Клімат Трелева | Клімат Трелева | Клімат Трелева | Клімат Трелева | Клімат Трелева | Клімат Трелева | Клімат Трелева | Клімат Трелева | Клімат Трелева |
| Показник                | Січ.           | Лют.           | Бер.           | Квіт.          | Трав.          | Черв.          | Лип.           | Серп.          | Вер.           | Жовт.          | Лист.          | Груд.          | Рік            |
| Абсолютний максимум, °C | 38             | 40             | 40             | 35             | 23             | 22             | 21             | 23             | 27             | 33             | 33             | 41             | 41             |
| Середній максимум, °C   | 29,3           | 28,5           | 24,6           | 20,3           | 15,7           | 12,1           | 12,3           | 14,6           | 17,6           | 20,9           | 25,7           | 27,9           | 20,8           |
| Середня температура, °C | 21,7           | 20,6           | 17,1           | 13,1           | 9,1            | 6,3            | 5,9            | 7,6            | 10,1           | 13,8           | 18             | 20,3           | 13,6           |
| Середній мінімум, °C    | 14,4           | 13,4           | 10,5           | 7,1            | 3,9            | 1,5            | 0,9            | 1,8            | 4,1            | 7,5            | 10,3           | 12,7           | 7,3            |
| Абсолютний мінімум, °C  | 2              | 3              | 0              | −5             | −8             | −7             | −8             | −7             | −6             | −2             | 2              | 2              | −8             |
| Норма опадів, мм        | 13.9           | 11.3           | 21.4           | 28.3           | 21.6           | 23.4           | 20.9           | 13.5           | 12.5           | 20.9           | 10.1           | 12.3           | 210.1          |
| Днів з опадами          | 4              | 4              | 6              | 6              | 7              | 9              | 7              | 7              | 7              | 7              | 4              | 5              | 73             |
| Днів з дощем            | 0              | 2              | 2              | 2              | 1              | 1              | 2              | 0              | 1              | 1              | 1              | 1              | 20             |
| Вологість повітря, %    | 40             | 46             | 54             | 57             | 64             | 69             | 66             | 62             | 55             | 49             | 41             | 40             | 53.6           |
| ----------------------- | -------------- | -------------- | -------------- | -------------- | -------------- | -------------- | -------------- | -------------- | -------------- | -------------- | -------------- | -------------- | -------------- |
| Джерело: Weatherbase    |                |                |                |                |                |                |                |                |                |                |                |                |                |